# Het thema
Het thema (Russisch: Тема, Tema) is een Russische dramafilm uit 1979 onder regie van Gleb Panfilov. Aanvankelijk werd de film zwaar gecensureerd. Pas in 1986 werd de integrale versie uitgebracht. Panfilov won met deze film de Gouden Beer op het filmfestival van Berlijn.

## Verhaal
Een Russische schrijver gaat met enkele vrienden op reis naar het platteland om er tot rust te komen. Behalve met gezinsproblemen heeft hij ook te kampen met een schrijversblok. Bovendien vindt hij zichzelf laf en conformistisch. Een ontmoeting met een vrouw, die hem maar een zeurkous vindt, maakt indruk op hem. Later maakt hij kennis een vriend van de vrouw, die wil immigreren om het rigide systeem in de Sovjet-Unie te ontvluchten.

## Rolverdeling
| Acteur              | Personage           |
| ------------------- | ------------------- |
| Michail Oeljanov    | Kim Jesenin         |
| Inna Tsjoerikova    | Sasja Nikolajevna   |
| Stanislav Ljoebsjin | Andrej              |
| Jevgeni Vesnik      | Igor Pasjtsjin      |
| Jevgenia Netskajeva | Maria Aleksandrovna |
| Natalja Seleznjova  | Svetlana            |
| Sergej Nikonenko    | Sinitsyn            |